# 하플로칸토사우루스

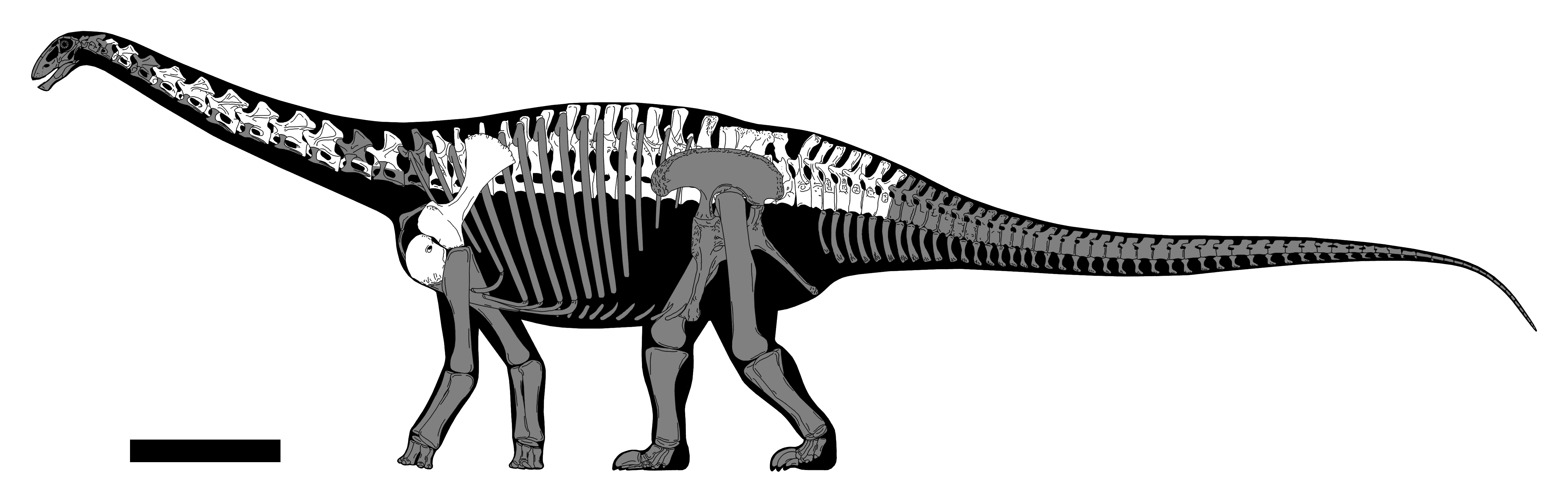

하플로칸토사우루스(Haplocanthosaurus)는 쥐라기 후기에 북미에서 살았던 용각류의 공룡이며 카마라사우루스과에 속하는 공룡이다. 학명의 의미는 한개의 척추를 가진 도마뱀이라는 뜻이며 그에 걸맞게 척추가 단순한 공룡이다. 몸길이는 21.5M에 몸무게는 13t이 나갔던 공룡이다. 1999년에 발굴된 공룡이다.

## 하플로칸토사우루스의 특징
하플로칸토사우루스는 이름답게 척추등의 구조가 단순하며 다른 용각류들에 비해서 목이 짧았던게 특징이다. 식성은 초식공룡이며 목이 짧았던 많은 높이가 높은 나뭇가지의 잎은 따먹지 못했으며 나무의 낮은 나뭇가지에 달린 열매나 잎을 주로 먹었다. 또한 각 척추의 돌기는 타용각류들처럼 갈라지지 않고 하나로 되어있는 것이 특징이다. 플로러실과 빈 구멍이 없는 등뼈에 등뼈의 돌기가 양분되어 있지가 않은점에다 앞발이 길고 어깨가 높은 체형으로 다른 용각류들보다 꼬리가 짧은 것이 하플로칸토사우루스의 특이한 특징으로 설명할 수 있다. 단체로 무리생활을 하였으며 육식공룡들의 공격에는 집단적으로 방어하였다.

## 하플로칸토사우루스의 발견에 대한 의의
하플로칸토사우루스의 발견은 다른 용각류와 차별되는 특징을 가진 덕에 의의가 상당히 크며 이것은 공룡의 다양성을 연구하는대에 있어 귀중한 자료가 된다. 또한 이런 특이한점을 지닌 공룡의 발견은 공룡이 얼마나 다양하고 특별한 종류가 있는지 우리에게 시사하는 바가 크며 앞으로 공룡의 발견과 연구에 있어 크나큰 보탬이 될것이다.